# بويدوز
بويدوز هي قرية في مقاطعة خدا أفرين، إيران. عدد سكان هذه القرية هو 147 في سنة 2006.